# Store Øresø
Store Øresø är en sjö i Danmark.   Den ligger i Fåborg-Midtfyns kommun i Region Syddanmark, i den södra delen av landet, 160 km väster om Köpenhamn. Store Øresø ligger 65 meter över havet. Den ligger på ön Fyn.  Trakten runt Store Øresø består till största delen av jordbruksmark.